# Aristògenes d'Atenes
Aristògenes d'Atenes (en llatí Aristogenes, en grec antic Ἀριστογένης) va ser un militar atenenc que va viure al segle v aC.
Era un dels deu comandants nomenats per substituir Alcibíades després de la batalla de Nòtion l'any 407 aC, segons diu Xenofont. Va ser també un dels vuit comandants derrotats per Cal·licràtides a la batalla naval de les Arginuses el 406 aC. Al no tornar a Atenes després de la batalla, ni ell ni Protòmac, es van lliurar de la sort que van tenir els altres 6 comandants, jutjats i executats. Tot i això va ser condemnat a mort en absència, com diuen Xenofont i Diodor de Sicília.